# English Football League Two 2016-17
La English Football League Two 2016-17 es la decimotercera temporada de la cuarta división inglesa, desde su creación en 2004.
Un total de 24 equipos participan en la competición, incluyendo 18 equipos de la temporada anterior, 2 que asciendan de la Conference National y 3 que desciendan de la Football League One 2015-16, a su vez los últimos 2 de esta temporada descenderán a la Conference National 2017-18.

## Equipos participantes

### Ascensos y descensos
| Pos | a EFL League One          |
| --- | ------------------------- |
| 1º  | Northampton Town          |
| 2º  | Oxford United             |
| 3º  | Bristol Rovers            |
| 7º  | AFC Wimbledon (Promoción) |

| Pos | a EFL League Two  |
| --- | ----------------- |
| 21º | Doncaster Rovers  |
| 22º | Blackpool FC      |
| 23º | Colchester United |
| 24º | Crewe Alexandra   |

| Pos | a EFL League Two         |
| --- | ------------------------ |
| 1º  | Cheltenham Town          |
| 4º  | Grimsby Town (Promoción) |

| Pos | a Conference Premier |
| --- | -------------------- |
| 23º | Dagenham & Redbridge |
| 24º | York City            |

## Clubes de laEFL League Two
| Club               | Posición final en la temporada pasada                             | Edad del club | Ciudad       | Estadio                        | Capacidad |
| ------------------ | ----------------------------------------------------------------- | ------------- | ------------ | ------------------------------ | --------- |
| Accrington Stanley | 4° en la League Two                                               | 57 años       | Accrington   | Crown Ground                   | 5.067     |
| Barnet             | 15º en la League Two                                              | 137 años      | Londres      | The Hive Stadium               | 5.100     |
| Blackpool          | 22º en la League One                                              | 138 años      | Blackpool    | Bloomfield Road                | 17.338    |
| Cambridge United   | 9º en la League Two                                               | 113 años      | Cambridge    | Abbey Stadium                  | 9.617     |
| Carlisle United    | 10° en la League Two                                              | 121 años      | Carlisle     | Brunton Park Stadium           | 16.981    |
| Cheltenham Town    | 1° en la Conference Premier (Campeón)                             | 138 años      | Cheltenham   | The Abbey Business Stadium     | 7.266     |
| Colchester United  | 23° en la League One                                              | 88 años       | Colchester   | Weston Homes Community Stadium | 10.000    |
| Crawley Town       | 20° en la League Two                                              | 129 años      | Crawley      | Broadfield Stadium             | 4,996     |
| Crewe Alexandra    | 24° en la League One                                              | 148 años      | Crewe        | Gresty Road                    | 10.153    |
| Doncaster Rovers   | 21° en la League One                                              | 146 años      | Doncaster    | Keepmoat Stadium               | 15.231    |
| Exeter City        | 14º en la League Two                                              | 121 años      | Exeter       | St James Park                  | 8.541     |
| Grimsby Town       | 4º en la Conference Premier (ganador de los play-offs de ascenso) | 147 años      | Grimsby      | Blundell Park                  | 9.106     |
| Hartlepool United  | 16º en la League Two                                              | 117 años      | Hartlepool   | Victoria Park                  | 7,749     |
| Leyton Orient      | 9º en la League Two                                               | 144 años      | Londres      | Matchroom Stadium              | 9.311     |
| Luton Town         | 11º en la League Two                                              | 140 años      | Luton        | Kenilworth Road                | 10.226    |
| Mansfield Town     | 12º en la League Two                                              | 128 años      | Mansfield    | Field Mill                     | 10.000    |
| Morecambe          | 21º en la League Two                                              | 105 años      | Morecambe    | Globe Arena                    | 6.476     |
| Newport County     | 22º en la League Two                                              | 113 años      | Newport      | Newport Stadium                | 5.058     |
| Notts County       | 17º en la League Two                                              | 163 años      | Nottingham   | Meadow Lane                    | 20.300    |
| Plymouth Argyle    | 5º en la League Two                                               | 139 años      | Plymouth     | Home Park                      | 16.388    |
| Portsmouth         | 6º en la League Two                                               | 127 años      | Portsmouth   | Fratton Park                   | 21.063    |
| Stevenage          | 18º en la League Two                                              | 49 años       | Stevenage    | Broadhall Way                  | 6.722     |
| Wycombe Wanderers  | 13º en la League Two                                              | 138 años      | High Wycombe | Adams Park                     | 10.400    |
| Yeovil Town        | 19º en la League Two                                              | 130 años      | Yeovil       | Huish Park                     | 9.665     |

## Clasificación
|  |     | Equipo                | PJ | PG | PE | PP | GF | GC | DG  | PTS |
|  | --- | --------------------- | -- | -- | -- | -- | -- | -- | --- | --- |
|  | 1.  | Portsmouth            | 46 | 26 | 9  | 11 | 79 | 40 | 39  | 87  |
|  | 2.  | Plymouth Argyle       | 46 | 26 | 9  | 11 | 71 | 46 | 25  | 87  |
|  | 3.  | Doncaster Rovers      | 46 | 25 | 10 | 11 | 85 | 55 | 30  | 85  |
|  | 4.  | Luton Town            | 46 | 20 | 17 | 9  | 70 | 43 | 27  | 77  |
|  | 5.  | Exeter City           | 46 | 21 | 8  | 17 | 75 | 56 | 19  | 71  |
|  | 6.  | Carlisle United       | 46 | 18 | 17 | 11 | 69 | 68 | 1   | 71  |
|  | 7.  | Blackpool             | 46 | 18 | 16 | 12 | 69 | 46 | 23  | 70  |
|  | 8.  | Colchester United     | 46 | 19 | 12 | 15 | 65 | 57 | 10  | 69  |
|  | 9.  | Wycombe Wanderers     | 46 | 19 | 12 | 15 | 58 | 53 | 5   | 69  |
|  | 10. | Stevenage             | 46 | 20 | 7  | 19 | 67 | 63 | 4   | 67  |
|  | 11. | Cambridge United      | 46 | 19 | 9  | 18 | 58 | 50 | 8   | 66  |
|  | 12. | Mansfield Town        | 46 | 17 | 15 | 14 | 54 | 50 | 4   | 66  |
|  | 13. | Accrington Stanley    | 46 | 17 | 14 | 15 | 59 | 56 | 3   | 65  |
|  | 14. | Grimsby Town          | 46 | 17 | 11 | 18 | 59 | 63 | -4  | 62  |
|  | 15. | Barnet                | 46 | 14 | 15 | 17 | 57 | 64 | -7  | 57  |
|  | 16. | Notts County          | 46 | 16 | 8  | 22 | 54 | 76 | -22 | 56  |
|  | 17. | Crewe Alexandra       | 46 | 14 | 13 | 19 | 58 | 67 | -9  | 55  |
|  | 18. | Morecambe             | 46 | 14 | 10 | 22 | 53 | 73 | -20 | 52  |
|  | 19. | Crawley Town          | 46 | 13 | 12 | 21 | 53 | 71 | -18 | 51  |
|  | 20. | Yeovil Town           | 46 | 11 | 17 | 18 | 49 | 64 | -15 | 50  |
|  | 21. | Cheltenham Town       | 46 | 12 | 14 | 20 | 49 | 69 | -20 | 50  |
|  | 22. | Newport County        | 46 | 12 | 12 | 22 | 51 | 73 | -22 | 48  |
|  | 23. | Hartlepool United (D) | 46 | 11 | 13 | 22 | 54 | 75 | -21 | 46  |
|  | 24. | Leyton Orient (D)     | 46 | 10 | 6  | 30 | 47 | 87 | -40 | 36  |

|  | Ascendieron a la EFL League One.          |
|  | Clasificaron para el play-off de ascenso. |
|  | Descendieron a la Conference Premier.     |

## Play-offs por el cuarto ascenso a laEFL League One
|  | Semifinales     | Semifinales | Semifinales | Semifinales |   |           | Final | Final |  |
|  |                 |             |             |             |   |           |       |       |  |
|  |                 |             |             |             |   |           |       |       |  |
|  | Luton Town      | 2           | 3           | 5           |   |           |       |       |  |
|  | Luton Town      | 2           | 3           | 5           |   |           |       |       |  |
|  | Blackpool       | 3           | 3           | 6           |   |           |       |       |  |
|  | Blackpool       | 3           | 3           | 6           |   | Blackpool | 2     |       |  |
|  |                 |             |             |             |   | Blackpool | 2     |       |  |
|  |                 |             | Exeter City | 1           |   |           |       |       |  |
|  | Exeter City     | 3           | Exeter City | 1           | 3 | 6         |       |       |  |
|  | Exeter City     | 3           |             |             | 3 | 6         |       |       |  |
|  | Carlisle United | 3           | 2           | 5           |   |           |       |       |  |
|  | Carlisle United | 3           | 2           | 5           |   |           |       |       |  |
|  |                 |             |             |             |   |           |       |       |  |

### Semifinales
| 14 de mayo de 2017 | Carlisle United                                         | 3 - 3   | Exeter City                                     | Brunton Park, Carlisle                             |                                                    |
|                    | J. Moore-Taylor 32' · J. O'Sullivan 71' · S. Miller 73' | Reporte | J. Grant 15' · R. Harley 45+1' · D. Wheeler 56' | Asistencia: 9.708 espectadores Árbitro(s): D. Webb | Asistencia: 9.708 espectadores Árbitro(s): D. Webb |

| 14 de mayo de 2017 | Blackpool                                     | 3 - 2   | Luton Town                    | Bloomfield Road, Blackpool                           |                                                      |
|                    | M. Cullen 19' · M. Cullen 47' · M. Cullen 67' | Reporte | D. Potts 26' · I. Vassell 28' | Asistencia: 3.882 espectadores Árbitro(s): N. Miller | Asistencia: 3.882 espectadores Árbitro(s): N. Miller |

| 18 de mayo de 2017 | Exeter City                                       | 3 - 2   | Carlisle United                    | St James Park, Exeter                                    |                                                          |
|                    | O. Watkins 10' · O. Watkins 79' · J. Stacey 90+5' | Reporte | J. Kennedy 81' · J. O'Sullivan 90' | Asistencia: 7.450 espectadores Árbitro(s): D. Whitestone | Asistencia: 7.450 espectadores Árbitro(s): D. Whitestone |

| 18 de mayo de 2017 | Luton Town                                      | 3 - 3   | Blackpool                                               | Kenilworth Road, Luton                                 |                                                        |
|                    | K. Mellor 36' · S. Cuthbert 45' · D. Hylton 57' | Reporte | N. Delfouneso 22' · A. Gnanduillet 76' · S. Moore 90+5' | Asistencia: 10.032 espectadores Árbitro(s): D. Deadman | Asistencia: 10.032 espectadores Árbitro(s): D. Deadman |

### Final
| 27 de mayo de 2017 | Blackpool                   | 2 - 1 | Exeter City    | Estadio de Wembley, Londres                            |                                                        |
|                    | B. Potts 3' · M. Cullen 64' |       | D. Wheeler 40' | Asistencia: 23.380 espectadores Árbitro(s): D. England | Asistencia: 23.380 espectadores Árbitro(s): D. England |